# 별당아씨
《별당아씨》는 1976년 4월 12일부터 1976년 10월 1일까지 방영한 TBC 이조여인 5백년 제6화 일일연속사극이다.

## 등장 인물
- 홍세미
- 김세윤
- 김성원
- 강부자
- 이낙훈
- 안영주
- 김영락
- 한진희
- 김종결
- 윤초희
- 김형자
- 문재호
- 장용
- 박영목
- 백찬기
- 반문섭
- 백준기
- 남윤정
- 사미자
- 조영일
- 이수연
- 지윤성
- 김윤형
- 안영희
- 최우성
- 최우정